# Phaneta mormonensis
Phaneta mormonensis is een vlinder uit de familie van de bladrollers (Tortricidae). De wetenschappelijke naam van de soort is, als Thiodia mormonensis, voor het eerst geldig gepubliceerd in 1923 door Gerd H. Heinrich. De combinatie in Phaneta werd in 1983 door Powell gemaakt.

## Type
- holotype: "male. genitalia slide no. 72772"
- instituut: USNM, Smithsonian Institution, Washington, U.S.A.
- typelocatie: "USA, Utah, Salt Lake City"